# شهرستان سوییانگ
شهرستان سوییانگ (به لاتین: Suiyang County) یک شهرستان‌های جمهوری خلق چین در چین است که در زونیای واقع شده‌است.
 شهرستان سوییانگ ۲٬۵۶۶ کیلومتر مربع مساحت و ۵۶۰٬۰۰۰ نفر جمعیت دارد.